# جون غاست
جون غاست (بالإنجليزية: John Gast)‏ هو لاعب كرة قاعدة أمريكي، ولد في 16 فبراير 1989 في ألتامونت سبرنغز في الولايات المتحدة.

## وصلات خارجية
- جون غاست على موقع دوري كرة القاعدة الرئيسي (الإنجليزية)
- جون غاست على موقعبيزبول رفرنس.كوم (الدوري الرئيسي) (الإنجليزية)
- جون غاست على موقعبيزبول رفرنس.كوم (الدوري الثانوي) (الإنجليزية)
- جون غاست على موقع إي إس بي إن.كوم (أم.أل.بي) (الإنجليزية)
- جون غاست على موقع مشجعي الرسوم البيانية (الإنجليزية)